# 隋明太
隋明太（1942年9月—），山东招远人，中国人民解放军和中国人民武装警察部队的高级将领，武警上将警衔。

## 生平
1960年参加中国人民解放军工程兵部队服役，1976年入军政大学进修，毕业后逐渐升至工程兵师副政委。1983年调入第二炮兵部队，任基地副政委。1986年入国防大学学习，毕业后任第二炮兵政治部主任，1988年获少将军衔，1996年晋升中将，1997年任第二炮兵部队政治委员。2003年接替武警部队退役的政委徐永清，调任武警政委并改为武警中将。2004年晋升武警上将。2007年退役。